# Paranapiacaba admirationis
Paranapiacaba admirationis es una especie de insecto coleóptero de la familia Chrysomelidae.
Fue descrita científicamente en 1808 por Olivier.